# السعي: بحثا عن الطاقة والأمن وإعادة تشكيل العالم الحديث
السعي: بحثا عن الطاقة والأمن وإعادة تشكيل العالم الحديث من الكتب الأكثر مبيعًا عالميًا من تأليف خبير الطاقة دانيال يرغن.  نُشر الكتاب في البداية في 20 سبتمبر 2011 من خلال دار بنغوين ويعتبر تكملة لكتابه الجائزة المنشور سنة 1992 عن تاريخ النفط الحائز على جائزة بوليتزر، ويصف تطور نظام الطاقة الحالي وآفاق المستقبل. عند صدوره، تلقى الكتاب الثناء والنقد على حد سواء لاتساع موضوعه وكذلك لحياده. غالبًا ما يُقترح على أنه «كتاب تمهيدي» أو «دليل» لمجال الطاقة للطريقة التي يجمع بها سردًا عبر طيف الطاقة بأكمله في مجلد واحد. 
صدرت نسخة منقحة من الكتاب في 26 سبتمبر 2012.

## المحتوى
ينقسم الكتاب إلى ستة أقسام: «عالم النفط الجديد»، يركز القسم الأول على التطورات العالمية في صناعة النفط بعد حرب الخليج الأولى وانهيار الاتحاد السوفيتي. جدير بالذكر أن الكتاب يحتوي على فصلين مخصصين للصين، الدولة الوحيدة التي حصلت على مثل هذه المعاملة في الكتاب، في حين أن كتاب الجائزة لم يتحدث كثيرًا عن الصين. ويغطي القسم الثاني، «تأمين الإمدادات» الطرق التي شكلت المخاوف بشأن أمن الطاقة وندرتها الاقتصاد العالمي والسياسات والتخطيط. يروي هذا القسم قصة تطور الغاز الصخري. ويأتي الجزء الثالث من «العصر الكهربائي» بعد صعود الكهرباء ومخاطر الانتشار النووي والعقبات التي تواجه ضمان بقاء «الأضواء مضاءة» والتحديات الحالية لاختيار الوقود.
حدد القسم الرابع «المناخ والكربون» في ستة فصول تاريخ علم المناخ من «اكتشاف» الغلاف الجوي في أواخر القرن الثامن عشر و«العصر الجليدي» في أوائل القرن التاسع عشر إلى دوره المركزي الحالي في سياسة الطاقة والجدال. يركز القسم الخامس «الطاقات الجديدة» على «إحياء الطاقة المتجددة» ودور كفاءة استخدام الطاقة. يصف القسم الأخير «الطريق إلى المستقبل» تطور التنقل الشخصي والطلب العالمي المتزايد على السيارات. يغطي يرغن مواضيع الجيل الثالث والرابع من الوقود الحيوي وخلايا وقود الهيدروجين ومركبات الغاز الطبيعي وما يسميه «الجولة الثانية من السباق بين البنزين والسيارة الكهربائية». ويختتم الكتاب بمناقشة تأثير «عولمة الابتكار» على إمدادات الطاقة في المستقبل.

## استقبال
كان استقبال الكتاب إيجابيًا بشكل عام،   اعتبرته صحيفة أساهي «كتاب العام». تركز المديح على الكتاب في الغالب على تغطية يرغن لنظام الطاقة،   حيث أشارت صحيفة نيويورك تايمز إلى الكتاب على أنه «قراءة ضرورية» ووصفته مجلة ذي إيكونوميست بأنه «دليل شامل لاحتياجات العالم الكبرى من الطاقة ومعضلاتها».  
غالبًا ما تقع انتقادات الكتاب في ثلاث فئات رئيسية. بعض النقاد علقوا على الكتاب الذي يبلغ طوله 800 صفحة، مشيرين إلى أنه لم يكن بالضرورة للقارئ العادي، وأنهم شعروا وكأنه عدة كتب مختلفة في كتاب واحد.  وانتقد آخرون يرغن بسبب حياده وعدم اتخاذ موقف قوي بشأن مواضيع مثل تغير المناخ،  على الرغم من أن صحيفة وول ستريت جورنال قالت إن الكتاب خضع لسردية «إثارة المخاوف التقليدية» حول المناخ. أخيرًا، عارض دعاة ذروة النفط معالجة يرغن للموضوع في الكتاب، ولا سيما مناقشة تأسيس نظرية الذروة وإمكانية اكتشافات النفط في المستقبل. 

## روابط خارجية
- مقابلة After Words مع Yergin on The Quest ، 17 أكتوبر 2011